# Miss Mundo 2019
Miss Mundo 2019, la 69.ª edición del concurso Miss Mundo, se llevó a cabo el 14 de diciembre de 2019 en el Centro de Exposiciones ExCeL de Londres (Reino Unido).
Representantes provenientes de 111 países y territorios compitieron por el título en esta edición del concurso. Al final del evento, Miss Mundo 2018, Vanessa Ponce de León de México, coronó como su sucesora a Toni-Ann Singh de Jamaica. Es la cuarta victoria de Jamaica, después de las de 1963, 1976 y 1993.
El concurso fue emitido por London Live, y presentado por Megan Young, Miss Mundo 2013, Peter Andre. Andre, Lulu, Misunderstood y Kerry Ellis se encargaron del entretenimiento en esta edición.

## Antecedentes

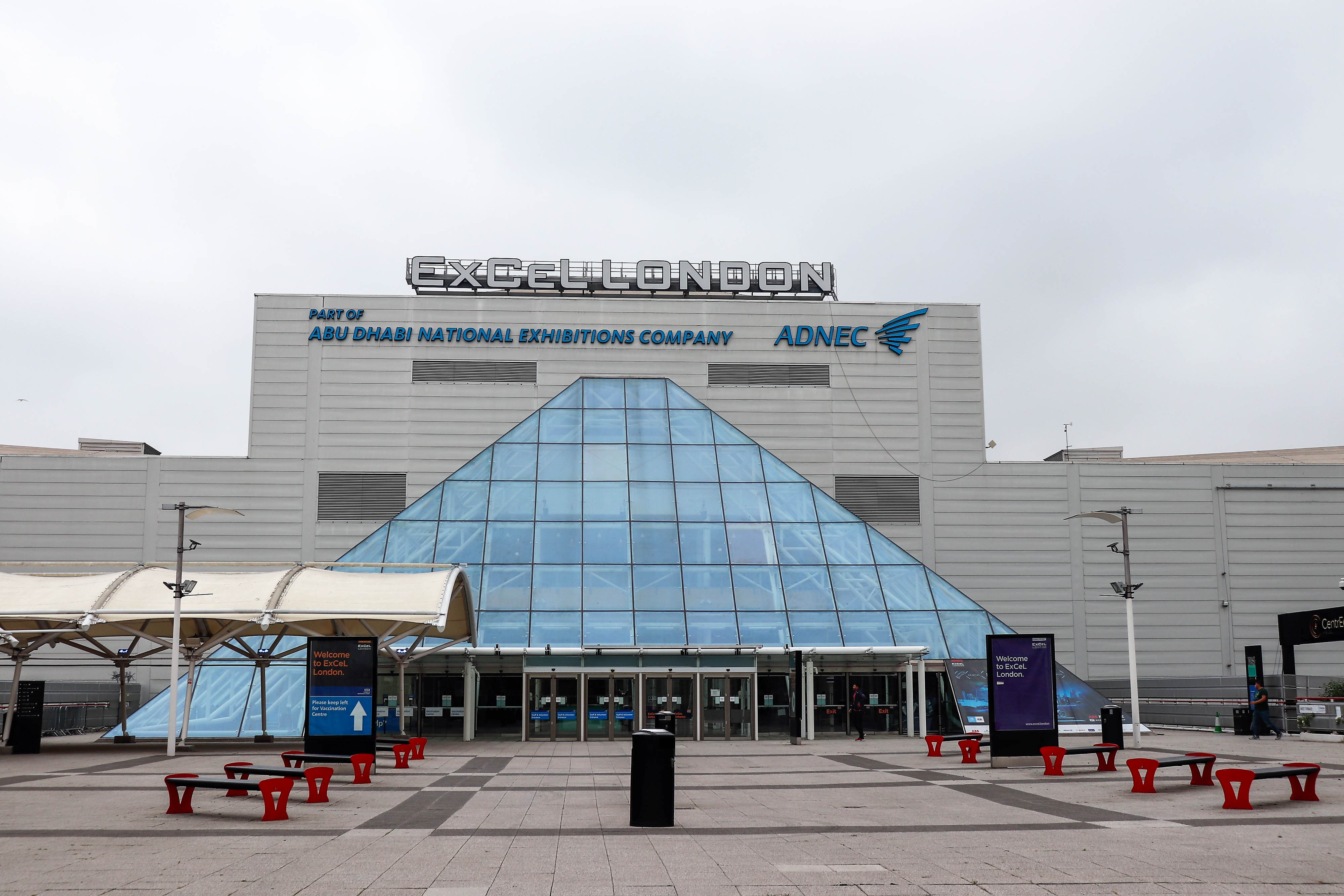
Centro de Exposiciones ExCeL, recinto sede de Miss Mundo 2019

### Sede y fecha
El anuncio oficial se realizó el 19 de febrero de 2019 en Bangkok (Tailandia). La presidenta de Miss Mundo, Julia Morley, el director ejecutivo de TW Pageants, Tanawat Wansom, y el invitado Ashwani Kumar Rai, anunciaron que el concurso tendría lugar en mediados de diciembre.
Sin embargo, el 2 de julio de 2019, Morley y Vanessa Ponce de León, la entonces Miss Mundo reinante, aparecieron en el programa Good Morning Britain de ITV, presentado por Piers Morgan. Morley anunció oficialmente que el concurso se llevaría a cabo el sábado 14 de diciembre de 2019 en el Centro de Exposiciones ExCeL, y que la edición de 2020 se llevaría a cabo en Tailandia con motivo del 70.º aniversario. La 70.ª edición de la competencia fue posteriormente cancelada en 2020 debido a la pandemia de COVID-19, y la competencia se pospuso hasta marzo de 2022, donde se llevó a cabo en San Juan (Puerto Rico).

### Selección de candidatas

#### Reemplazos
Ophély Mézino, la primera finalista de Miss Francia 2019, fue designada para representar a su país porque la titular, Vaimalama Chaves, optó por no competir en ningún concurso internacional. Keila Rodas, Miss Mundo Guatemala 2019, tenía previsto representar a su país en el concurso, sin embargo, fue destituida por incumplir sus compromisos, y posteriormente fue reemplazada por Dulce Ramos.

#### Debuts, regresos y retiros
Esta edición marcó los regresos de Antigua y Barbuda, Camboya, Costa Rica, las Islas Vírgenes de los Estados Unidos, Kirguistán, Macao, Samoa, Suecia, Túnez. Camboya había competido por última vez en 2006, Samoa en 2015, Antigua y Barbuda, Costa Rica, Kirguistán y las Islas Vírgenes de los Estados Unidos en 2016, mientras que los demás en 2017. Ningún país debutó en esta edición.
Alemania, Austria, Belice, Camerún, Chipre, Egipto, Guam, Lesoto, Letonia, Líbano, Madagascar, Martinica, Noruega, Serbia, Zambia y Zimbabue se retiraron. Larissa Robitschko de Austria no compitió después de que la Organización Miss Austria renunciara a la licencia de Miss Mundo. Palesa Makara de Lesoto y Sanja Lovčević de Serbia no compitieron por razones no reveladas. Valérie Binguira de Madagascar se retiró debido a conflictos internos con su organización nacional. Líbano se retiró de la competencia después de que el Miss Líbano 2019 fue pospuesto continuamente y finalmente cancelado debido a las protestas en el país. Zimbabue se retiró debido a la cancelación del concurso nacional, causada por la crisis económica del país.

## Resultados

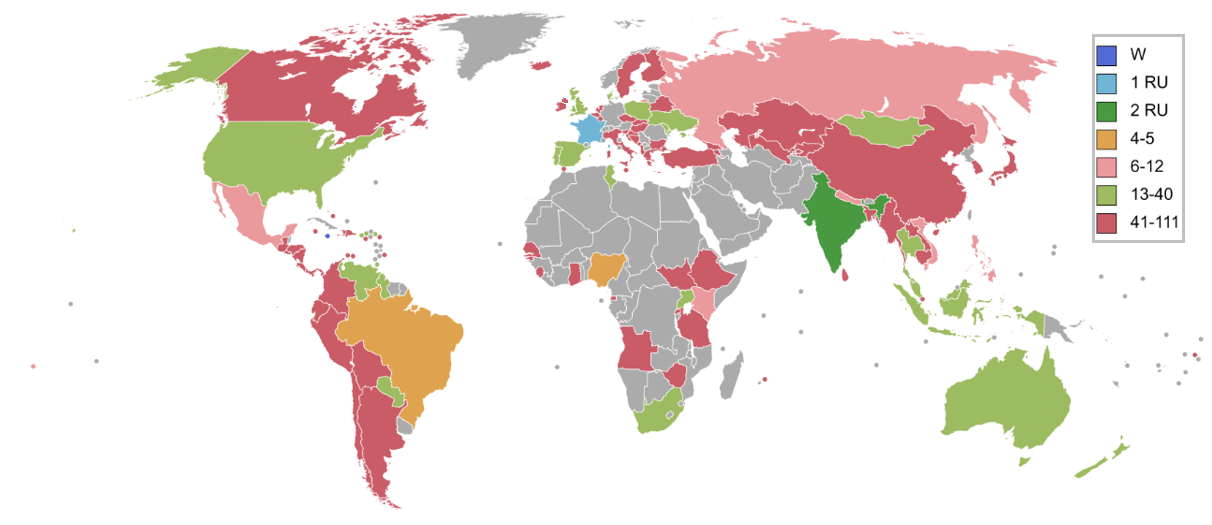
Países y territorios que enviaron candidatas y resultados para Miss Mundo 2019

### Clasificación final
La ganadora, las finalistas, las semifinalistas y las cuartofinalistas son las siguientes candidatas:
| Posición                  | Candidata |
| ------------------------- | --- |
| Miss Mundo 2019           | - Jamaica - Toni-Ann Singh |
| Primera finalista         | - Francia - Ophély Mezino |
| Segunda finalista         | - India - Suman Rao |
| Finalistas (Top 5)        | - Brasil - Elis Coelho - Nigeria - Nyekachi Douglas |
| Semifinalistas (Top 12)   | - Filipinas - Michelle Dee - Islas Cook - Tajiya Sahay - Kenia - Maria Wavinya - México - Ashley Alvidrez - Nepal - Anushka Shrestha - Rusia - Alina Sanko - Vietnam - Lương Thùy Linh |
| Cuartofinalistas (Top 40) | - Antigua y Barbuda - Taqiyyah Francis - Australia - Sarah Marschke - China - Li Peishan - Dinamarca - Natasja Kunde - Escocia - Keryn Matthew - España - María del Mar Aguilera - Estados Unidos - Emmy Cuvelier - Gales - Gabriella Jukes - Guyana - Joylyn Conway - Hong Kong - Lila Lam - Indonesia - Princess Megonondo - Inglaterra - Bhasha Mukherjee - Islas Vírgenes Británicas - Rikkiya Brathwaite - Malasia - Alexis SueAnn Seow - Moldavia - Elizaveta Kuznitova - Mongolia - Tsevelmaa Mandakh - Nueva Zelanda - Lucy Brock - Paraguay - Araceli Bobadilla - Polonia - Milena Sadowska - Portugal - Inês Brusselmans - Puerto Rico - Daniella Rodríguez - Sudáfrica - Sasha-Lee Olivier - Tailandia - Narintorn Chadapattarawalrachoat - Trinidad y Tobago - Tya Janè Ramey - Túnez - Sabrine Mansour - Uganda - Oliver Nakakande - Ucrania - Marharyta Pasha - Venezuela - Isabella Rodríguez |

### Reinas continentales
Las reinas continentales son las siguientes candidatas:
| Continente | Candidata                          |
| ---------- | ---------------------------------- |
| África     | Nigeria - Nyekachi Douglas         |
| América    | Brasil - Elis Coelho               |
| Asia       | India - Suman Rao                  |
| Caribe     | Trinidad y Tobago - Tya Janè Ramey |
| Europa     | Francia - Ophély Mezino            |
| Oceanía    | Islas Cook - Tajiya Sahay          |

## Desafíos
Los Fast-Track son competencias preliminares, en donde cada ganadora obtiene un pase directo al grupo de cuartofinalistas de la noche final.

### Desafío Head-to-Head

#### Ronda 1
- Avanza a la ronda 2 del desafío Head-to-Head.
- Avanza al Top 40 mediante otra competencia distinta al desafío Head-to-Head.
- Avanza al Top 40 por decisión del jurado.
- Avanza al Top 40 mediante otra competencia, pero también avanza a la ronda 2 del desafío Head-to-Head.

| Grupo | País 1          | País 2                               | País 3            | País 4       | País 5               | País 6                    |
| ----- | --------------- | ------------------------------------ | ----------------- | ------------ | -------------------- | ------------------------- |
| 1     | Albania         | Perú                                 | Inglaterra        | Guyana       | Honduras             | Corea del Sur             |
| 2     | Rusia           | Italia                               | Islas Cook        | Birmania     | Irlanda              | Guatemala                 |
| 3     | Laos            | Islandia                             | Sudán del Sur     | Venezuela    | Nicaragua            | Islas Vírgenes Británicas |
| 4     | Sudáfrica       | Bolivia                              | Kazajistán        | Armenia      | Mongolia             | Bulgaria                  |
| 5     | Hong Kong       | España                               | Singapur          | Sri Lanka    | Moldavia             | Guadalupe                 |
| 6     | Curazao         | Malta                                | Brasil            | Dinamarca    | Irlanda del Norte    | Ecuador                   |
| 7     | Gales           | Estados Unidos                       | Guinea Ecuatorial | Malasia      | Trinidad y Tobago    | Hungría                   |
| 8     | Paraguay        | Nueva Zelanda                        | Chile             | Croacia      | Escocia              | Francia                   |
| 9     | República Checa | Canadá                               | Indonesia         | Túnez        | Sierra Leona         | Portugal                  |
| 10    | Tanzania        | Nepal                                | Gibraltar         | México       | Polonia              | Islas Caimán              |
| 11    | Colombia        | Países Bajos                         | Japón             | Costa Rica   | Nigeria              | Luxemburgo                |
| 12    | Jamaica         | Islas Vírgenes de los Estados Unidos | Turquía           | Eslovenia    | Bélgica              | Panamá                    |
| 13    | Georgia         | Puerto Rico                          | Eslovaquia        | Guinea-Bisáu | El Salvador          | Australia                 |
| 14    | Bahamas         | Haití                                | Botsuana          | Tailandia    | India                | Bosnia y Herzegovina      |
| 15    | Samoa           | Grecia                               | Antigua y Barbuda | Barbados     | Suecia               | China                     |
| 16    | Finlandia       | Macao                                | Argentina         | Kenia        | Bielorrusia          | Ucrania                   |
| 17    | Ruanda          | Aruba                                | Filipinas         | Ghana        | República Dominicana |                           |
| 18    | Camboya         | Mauricio                             | Montenegro        | Uganda       | Vietnam              |                           |
| 19    | Angola          | Bangladés                            | Etiopía           | Kirguistán   | Senegal              |                           |

#### Ronda 2
- Avanza al Top 40 mediante el desafío Head-to-Head.[32]

| Grupo | País 1    | País 2            |
| ----- | --------- | ----------------- |
| 1     | Brasil    | Moldavia          |
| 2     | Nepal     | Indonesia         |
| 3     | China     | Venezuela         |
| 4     | Nigeria   | Bielorrusia       |
| 5     | México    | Uganda            |
| 6     | Filipinas | Turquía           |
| 7     | Mongolia  | Guyana            |
| 8     | Bangladés | India             |
| 9     | Irlanda   | Trinidad y Tobago |
| 10    | Paraguay  | Georgia           |

### Top Model
La final de Top Model se llevó a cabo el 25 de noviembre de 2019 en el Museo de la Moda y Textiles de Londres, donde las candidatas desfilaron con trajes de tres colecciones de la diseñadora inglesa Zandra Rhodes, fundadora del Museo de la Moda y Textiles. La ganadora del desafío fue anunciada el 12 de diciembre de 2019, y se unió al Top 40. Nyekachi Douglas de Nigeria fue la ganadora de este desafío y se unió al Top 40.
| Posición   | Candidata |
| ---------- | --- |
| Ganadora   | - Nigeria - Nyekachi Douglas |
| 2.º lugar  | - Vietnam - Lương Thùy Linh |
| 3.ᵉʳ lugar | - India - Suman Rao |
| 4.º lugar  | - Francia - Ophély Mézino |
| 5.º lugar  | - Uganda - Oliver Nakakande |
| Top 10     | - Brasil - Elís Miele - Hong Kong - Lila Lam - Kazajistán - Madina Batyk - República Checa - Denisa Spergerová - Trinidad y Tobago - Tya Janè Ramey |
| Top 40     | - Antigua y Barbuda - Taqiyyah Francis - Argentina - Judit Grnja - Australia - Sarah Marschke - Barbados - Ché Amor Greenidge - Bosnia y Herzegovina - Ivana Ladan - China - Li Peishan - Croacia - Katarina Mamić - Dinamarca - Natasja Kunde - Eslovaquia - Frederika Kurtulíková - Filipinas - Michelle Dee - Finlandia - Dana Mononen - Gales - Gabriella Jukes - Haití - Alysha Morency - Hungría - Krisztina Nagypál - Indonesia - Princess Megonondo - Italia - Adele Sammartino - Jamaica - Toni-Ann Singh - Kenia - Maria Wavinya - Macao - Yu Yanan - México - Ashley Alvídrez - Moldavia - Elizaveta Kuznitova - Montenegro - Mirjana Muratović - Polonia - Milena Sadowska - Puerto Rico - Daniella Rodríguez - República Dominicana - Alba Blair - Rusia - Alina Sanko - Sudán del Sur - Mariah Joseph Maget - Turquía - Simay Rasimoğlu - Ucrania - Marharyta Pasha - Venezuela - Isabella Rodríguez |

### Deportes
La final del desafío deportivo se llevó a cabo el 30 de noviembre de 2019, donde cada equipo compitió en eventos deportivos. La ganadora del desafío fue anunciada el mismo día. Rikkiya Brathwaite de las Islas Vírgenes Británicas ganó este desafío y se unió al Top 40.
| Posición   | Candidata |
| ---------- | --- |
| Ganadora   | - Islas Vírgenes Británicas - Rikkiya Brathwaite |
| 2.º lugar  | - Nigeria - Nyekachi Douglas |
| 3.ᵉʳ lugar | - Trinidad y Tobago - Tya Janè Ramey |
| Top 32     | Equipo Amarillo - Aruba - Ghislaine Mejia - Bielorrusia - Anastasiya Laurynchuk - Costa Rica - Jéssica Jiménez - Estados Unidos - Emmy Cuvelier - Georgia - Nini Gogichaishvili - Kenia - Maria Wavinya - Kirguistán - Ekaterina Zabolotnova - Ucrania - Marharyta Pasha Equipo Verde - Canadá - Naomi Colford - Francia - Ophély Mézino - Inglaterra - Bhasha Mukherjee - Islas Vírgenes Británicas - Rikkiya Brathwaite - Japón - Marika Sera - Nigeria - Nyekachi Douglas - Sierra Leona - Enid Jones-Boston - Trinidad y Tobago - Tya Janè Ramey Equipo Azul - Escocia - Keryn Matthew - España - María del Mar Aguilera - Honduras - Ana Romero - Irlanda del Norte - Lauren Leckey - Nicaragua - Teresa Cortez - Nueva Zelanda - Lucy Brock - Portugal - Inês Brusselmans - Uganda - Oliver Nakakande Equipo Rojo - Angola - Brezana Da Costa - Guadalupe - Anaïs Lacalmontie - Guinea Ecuatorial - Janet Ortiz - Haití - Alysha Morency - Islas Cook - Tajiya Sahay - Luxemburgo - Melanie Heynsbroek - Moldavia - Elizaveta Kuznitova - Panamá - Agustina Ruiz |

### Talento
La final del desafío de talento se llevó a cabo el 9 de diciembre de 2019 en el Indigo at The O2. La ganadora del desafío fue anunciada el 10 de diciembre de 2019 y la ganadora se unió al Top 40. Toni-Ann Singh de Jamaica ganó este desafío y se unió al Top 40.
| Posición           | Candidata                                            |
| ------------------ | ---------------------------------------------------- |
| Ganadora           | - Jamaica - Toni-Ann Singh                           |
| 2.º lugar          | - Islas Vírgenes Británicas - Rikkiya Brathwaite     |
| 3.er lugar         | - Canadá - Naomi Colford                             |
| 4.º lugar (empate) | - Armenia - Liana Voskerchyan - Malta - Nicole Vella |

### Belleza con propósito
Se anunciaron las diez finalistas el 11 de diciembre de 2019 en la Beauty With a Purpose Charity Gala Dinner —en español: cena de gala benéfica de belleza con propósito—. Por primera vez, todas las diez finalistas se unieron al Top 40. Anushka Shrestha de Nepal ganó este desafío y recibirá financiamiento de la Organización Miss Mundo para lanzar su proyecto.
| Posición | Candidata |
| -------- | --- |
| Ganadora | - Nepal - Anushka Shrestha |
| Top 10   | - Francia - Ophély Mézino - India - Suman Rao - Indonesia - Princess Megonondo - Malasia - Alexis Seow - Mongolia - Mandakh Tsevelmaa - Nigeria - Nyekachi Douglas - Túnez - Sabrine Mansour - Venezuela - Isabella Rodríguez - Vietnam - Lương Thùy Linh |

### Multimedia
La ganadora del desafío fue anunciada el 14 de diciembre de 2019. Anushka Shrestha de Nepal ganó este desafío y se unió al Top 40.
| Resultados | Candidatas                                                |
| ---------- | --------------------------------------------------------- |
| Ganadora   | - Nepal - Anushka Shrestha                                |
| Top 3      | - México - Ashley Alvidrez - Mongolia - Mandakh Tsevelmaa |

## El concurso

### Formato
Se implementaron varios cambios en esta edición. La cantidad de cuartofinalistas en esta edición se incrementó a cuarenta, desde las treinta de la edición anterior. Dieciocho de ellas ganaron en retos, y las veintidós restantes fueron elegidas por los jueces. Las cuarenta compitieron en la competencia de desfile de moda. De las cuarenta, doce pasaron a la ronda preliminar de preguntas y respuestas, y las cinco finalistas compitieron en la pregunta final con Piers Morgan.

### Jurado
El panel de jueces estuvo conformado por las siguientes personas:
- Julia Morley, presidenta de la Organización Miss Mundo
- Piers Morgan, presentador de televisión
- Mike Dixon, director musical
- Deborah Lambie, Miss Mundo Nueva Zelanda 2015
- Zandra Rhodes, diseñadora de moda
- Marsha-Rae Ratcliff, personalidad televisiva
- Svetoslav Kolchagov, director creativo y diseñador de KolchagovBarba
- Emilio Barba, director creativo y diseñador de KolchagovBarba
- Wilnelia Forsyth, Miss Mundo 1975 de Puerto Rico
- Ksenia Sujínova, Miss Mundo 2008 de Rusia
- Carina Tyrrell, Miss Inglaterra 2014
- Kamal Ibrahim, Mister Mundo 2010 de Irlanda

## Candidatas
111 candidatas compitieron por el título y son las siguientes:
| País/Territorio                      | Candidata                        | Edad | Residencia                |
| ------------------------------------ | -------------------------------- | ---- | ------------------------- |
| Albania                              | Atalanta Kercyku                 | 20   | Tirana                    |
| Angola                               | Brezana Da Costa                 | 24   | Luanda                    |
| Antigua y Barbuda                    | Taqiyyah Francis                 | 25   | Saint John                |
| Argentina                            | Judit Grnja                      | 18   | Villa Ángela              |
| Armenia                              | Liana Voskerchyan                | 20   | Ereván                    |
| Aruba                                | Ghislaine Mejia                  | 20   | Oranjestad                |
| Australia                            | Sarah Marschke                   | 20   | Nueva Gales del Sur       |
| Bahamas                              | Nyah Bandelier                   | 18   | Eleuthera                 |
| Bangladés                            | Rafah Torsa                      | 20   | Chittagong                |
| Barbados                             | Ché Greenidge                    | 25   | Bridgetown                |
| Bélgica                              | Elena Castro Suarez              | 19   | Amberes                   |
| Bielorrusia                          | Anastasia Laurynchuk             | 18   | Minsk                     |
| Birmania                             | Than Htet San                    | 22   | Rangún                    |
| Bolivia                              | Iciar Díaz                       | 22   | San Ignacio de Velasco    |
| Bosnia y Herzegovina                 | Ivana Ladan                      | 20   | Jajce                     |
| Botsuana                             | Oweditse Gofaone Phirinyane      | 25   | Gaborone                  |
| Brasil                               | Elís Miele                       | 20   | Ipatinga                  |
| Bulgaria                             | Margo Cooper                     | 26   | Sofía                     |
| Camboya                              | Vy Sreyvin                       | 20   | Nom Pen                   |
| Canadá                               | Naomi Colford                    | 19   | Sydney                    |
| Chile                                | Ignacia Albornoz                 | 18   | Viña Del Mar              |
| China                                | Peishan Li                       | 20   | Beijing                   |
| Colombia                             | Sara Franco                      | 25   | Medellín                  |
| Corea del Sur                        | Lim Ji-yeon                      | 20   | Busan                     |
| Costa Rica                           | Jéssica Jiménez                  | 25   | San José                  |
| Croacia                              | Katarina Mamić                   | 22   | Lika                      |
| Curazao                              | Sharon Meyer                     | 22   | Willemstad                |
| Dinamarca                            | Natasja Kunde                    | 18   | Copenhague                |
| Ecuador                              | María Auxiliadora Idrovo         | 18   | Guayaquil                 |
| El Salvador                          | Fátima Mangandi                  | 27   | Santa Tecla               |
| Escocia                              | Keryn Matthew                    | 24   | Edimburgo                 |
| Eslovaquia                           | Frederika Kurtulíková            | 24   | Bratislava                |
| Eslovenia                            | Špela Alič                       | 20   | Tržič                     |
| España                               | María del Mar Aguilera           | 21   | Córdoba                   |
| Estados Unidos                       | Emmy Rose Cuvelier               | 23   | Pierre                    |
| Etiopía                              | Feven Gebreslassie               | 22   | Addis Ababa               |
| Filipinas                            | Michelle Dee                     | 23   | Macati                    |
| Finlandia                            | Dana Mononen                     | 19   | Helsinki                  |
| Francia                              | Ophély Mézino                    | 19   | Morne-à-l'Eau             |
| Gales                                | Gabriella Jukes                  | 22   | Puerto Talbot             |
| Georgia                              | Nini Gogichaishvili              | 24   | Tiflis                    |
| Ghana                                | Rebecca Kwabi                    | 26   | Acra                      |
| Gibraltar                            | Celine Bolaños                   | 22   | Gibraltar                 |
| Grecia                               | Rafaela Plastira                 | 20   | Trikala                   |
| Guadalupe                            | Anaïs Lacalmontie                | 22   | Basse-Terre               |
| Guatemala                            | Dulce Ramos                      | 22   | Cuilapa                   |
| Guinea-Bisáu                         | Laila Samati                     | 21   | Bissau                    |
| Guinea Ecuatorial                    | Djanet Ortiz Oyono               | 20   | Malabo                    |
| Guyana                               | Joylyn Conway                    | 20   | Georgetown                |
| Haití                                | Alysha Morency                   | 25   | Puerto Príncipe           |
| Honduras                             | Ana Grisell Romero               | 21   | Olanchito                 |
| Hong Kong                            | Lila Lam                         | 26   | Kowloon                   |
| Hungría                              | Krisztina Nagypál                | 22   | Budapest                  |
| India                                | Suman Rao                        | 20   | Rajastán                  |
| Indonesia                            | Princess Megonondo               | 18   | Jambi                     |
| Inglaterra                           | Bhasha Mukherjee                 | 23   | Derby                     |
| Irlanda                              | Chelsea Farrell                  | 19   | Condado de Louth          |
| Irlanda del Norte                    | Lauren Leckey                    | 20   | Stoneyford                |
| Islandia                             | Kolfinna Mist Austfjörð          | 23   | Reikiavik                 |
| Islas Caimán                         | Jaci Patrick                     | 24   | George Town               |
| Islas Cook                           | Tajiya Sahay                     | 20   | Avarua                    |
| Islas Vírgenes de los Estados Unidos | A'yana Phillips                  | 24   | Saint Thomas              |
| Islas Vírgenes Británicas            | Rikkiya Brathwaite               | 22   | Tórtola                   |
| Italia                               | Adele Sammartino                 | 20   | Pompeya                   |
| Jamaica                              | Toni-Ann Singh                   | 23   | Kingston                  |
| Japón                                | Sera Malika                      | 16   | Kanagawa                  |
| Kazajistán                           | Madina Batyk                     | 20   | Pavlodar                  |
| Kenia                                | Maria Wavinya                    | 18   | Condado de Nyandarua      |
| Kirguistán                           | Ekaterina Zabolotnova            | 24   | Biskek                    |
| Laos                                 | Nelamith Soumounthong            | 20   | Vientián                  |
| Luxemburgo                           | Mélanie Heynsbroek               | 20   | Luxemburgo                |
| Macao                                | Yu Yanan                         | 20   | Macao                     |
| Malasia                              | Alexis Sue-Ann                   | 24   | Kuala Lumpur              |
| Malta                                | Nicole Vella                     | 20   | La Valeta                 |
| Mauricio                             | Urvashi Gooriah                  | 19   | Port Louis                |
| México                               | Ashley Alvídrez                  | 20   | Ciudad Juárez             |
| Moldavia                             | Elizaveta Kuznitova              | 19   | Tiraspol                  |
| Mongolia                             | Mandakh Tsevelmaa                | 24   | Ulán Bator                |
| Montenegro                           | Mirjana Muratović                | 19   | Podgorica                 |
| Nepal                                | Anushka Shrestha                 | 23   | Katmandú                  |
| Nicaragua                            | María Teresa Cortez              | 18   | Carazo                    |
| Nigeria                              | Nyekachi Douglas                 | 20   | Calabar                   |
| Nueva Zelanda                        | Lucy Brock                       | 24   | Auckland                  |
| Países Bajos                         | Brenda Felicia                   | 22   | Arnhem                    |
| Panamá                               | Agustina Ruiz                    | 25   | Provincia de Herrera      |
| Paraguay                             | Araceli Bobadilla                | 20   | Asunción                  |
| Perú                                 | Ángella Escudero                 | 23   | Sullana                   |
| Polonia                              | Milena Sadowska                  | 20   | Oświęcim                  |
| Portugal                             | Inês Brusselmans                 | 24   | Oeiras                    |
| Puerto Rico                          | Daniella Rodríguez               | 22   | Bayamón                   |
| República Checa                      | Denisa Spergerová                | 18   | České Budějovice          |
| República Dominicana                 | Alba Marie Blair                 | 21   | Jarabacoa                 |
| Ruanda                               | Meghan Nimwiza                   | 20   | Kigali                    |
| Rusia                                | Alina Sanko                      | 20   | Azov                      |
| Samoa                                | Alalamalae Lata                  | 23   | Apia                      |
| Senegal                              | Alberta Diatta                   | 19   | Ziguinchor                |
| Sierra Leona                         | Enid Jones-Boston                | 20   | Freetown                  |
| Singapur                             | Sheen Cher                       | 20   | Singapur                  |
| Sri Lanka                            | Dewmini Thathsarani              | 20   | Sri Jayawardenepura Kotte |
| Sudáfrica                            | Sasha-Lee Olivier                | 26   | Johannesburgo             |
| Sudán del Sur                        | Mariah Nyayiena                  | 22   | Yuba                      |
| Suecia                               | Daniella Lundqvist               | 20   | Kalmar                    |
| Tailandia                            | Narintorn Chadapattarawalrachoat | 21   | Provincia de Pathum Thani |
| Tanzania                             | Sylvia Sebastian                 | 19   | Mwanza                    |
| Trinidad y Tobago                    | Tya Janè Ramey                   | 21   | Puerto España             |
| Túnez                                | Sabrine Mansour                  | 23   | Mahdía                    |
| Turquía                              | Simay Rasimoğlu                  | 22   | Estambul                  |
| Ucrania                              | Marharyta Pasha                  | 24   | Kiev                      |
| Uganda                               | Oliver Nakakande                 | 24   | Distrito de Luwero        |
| Venezuela                            | Isabella Rodríguez               | 26   | Petare                    |
| Vietnam                              | Lương Thùy Linh                  | 19   | Cao Bằng                  |